# Nokia Lumia 720
De Nokia Lumia 720 is een smartphone van het Finse bedrijf Nokia. Het is Nokia's eerste midrangetoestel met Windows Phone 8, en kreeg in 2014 een update naar Windows Phone 8.1.
De Lumia 720 was beschikbaar in vijf verschillende kleuren.

## Draadloos opladen
De Nokia Lumia 720 bevat de technologie voor draadloos opladen, en is daarmee een van de eerste smartphones die de mogelijkheid heeft om dat te kunnen. Er wordt gebruik gemaakt van de technologie van Qi.

## Problemen

### Gebrek aan RAM
Doordat de Lumia 720 slechts 512 MB aan RAM heeft, zijn er problemen met het laden van bepaalde apps. De meeste apps waren namelijk ontworpen voor de 1 GB aan RAM waar de duurdere toestellen mee kwamen. Desalniettemin werd het toestel goed ontvangen vanwege zijn lage prijspunt en door de populariteit van het toestel werden verschillende apps toch aangepast om beter te functioneren op deze en andere lowbudgettelefoons.

### Geen upgrade naar Windows 10 Mobile
Bij de laatste grote update van Windows Phone 8.1 (Update 2) werd de ondersteuning voor veel oudere Lumia's stopgezet, waaronder die van de Lumia 720. Dit betekende ook dat het toestel geen ondersteuning voor Windows 10 Mobile zou krijgen. In eerdere fasen werd er echter door Microsoft geëxperimenteerd met deze telefoons omdat hun doel was alle telefoons met Windows Phone 8.1 de upgrade te geven naar Windows 10 Mobile (v1511), zelfs als Update 2 niet was geïnstalleerd. Via het Windows Insider programma konden testversies van Windows 10 Mobile v1511 worden geïnstalleerd, en later ook de stabiele release. De update werd echter nooit officieel uitgerold omdat Microsoft beweerde dat de prestaties niet goed genoeg zouden zijn door de verouderde processor en het tekort aan RAM. Dit leidde tot veel kritiek omdat deze versie wel degelijk goed zou werken. Latere versies van Windows 10 Mobile, zoals de Jubileumupdate (v1607) werden in zijn algeheel niet ondersteund, ook niet via het Insider programma.

## Root access
In 2015 werd er door ethisch hacker Rene Lergner, beter bekend onder alias Heathcliff74, een hack ontwikkeld waardoor tweede generatie Lumia's met Windows Phone 8 konden worden geroot, met uitzondering van de Lumia Icon en Lumia 1520. Via een applicatie genaamd Windows Phone Internals kon de bootloader worden ontgrendeld en werd het dus mogelijk om niet-geautoriseerde code uit te voeren. De ontdekkingen werden goed ontvangen door anderen, zo konden er aanpassingen gemaakt worden. Begin 2018 werd versie 2 uitgebracht die ook werkte met Windows 10 Mobile en de nieuwere Lumia's. Deze versie werd later open source.

## Specificaties
| Modellen                 | Modellen                      | Lumia 720                           |
| Introductie              | Introductie                   | 25 februari 2013                    |
| Originele OS versie      | Originele OS versie           | Windows Phone 8 Update 1            |
| Hoogste OS versie        | Officieel                     | Windows Phone 8.1 Update 1          |
| Hoogste OS versie        | Insider previews              | Windows 10 Mobile (1511)            |
| Productie codenaam       | Productie codenaam            | RM-885/887                          |
| Specificaties            | Specificaties                 | Lumia 720                           |
| Afmetingen               | hoogte                        | 127,9 mm                            |
| Afmetingen               | breedte                       | 67,5 mm                             |
| Afmetingen               | dikte                         | 9 mm                                |
| Gewicht (g)              | Gewicht (g)                   | 128 g                               |
| Volume (cm3)             | Volume (cm3)                  | 77,6 cm3                            |
| Kleuren achterkant       |                               |                                     |
| Kleuren voorkant         |                               |                                     |
| Verwijderbare achterkant | Verwijderbare achterkant      | Nee                                 |
| Scherm                   | Scherm                        | Lumia 720                           |
| Diagonaal (inch)         | Diagonaal (inch)              | 4,3" (10,92 cm)                     |
| Resolutie (pixels)       | Resolutie (pixels)            | 480×800                             |
| Pixel dichtheid (ppi)    | Pixel dichtheid (ppi)         | 217                                 |
| Schermafmetingen         | hoogte                        | 94,6 mm                             |
| Schermafmetingen         | breedte                       | 57,2 mm                             |
| Screen-to-body-ratio     | Screen-to-body-ratio          | 60,97%                              |
| Kleurweergave            | Kleurdiepte                   | TrueColor 24-bit (16777216 kleuren) |
| Kleurweergave            | DCI-P3-kleurruimte            | Nee                                 |
| ClearBlack polarizer     | ClearBlack polarizer          | Ja                                  |
| Glance scherm            | Glance scherm                 | Ja                                  |
| Gorilla Glass            | Gorilla Glass                 | Gorilla Glass 2                     |
| On-screen taakbalk       | On-screen taakbalk            | Nee                                 |
| Super Sensitive Touch    | Super Sensitive Touch         | Ja                                  |
| Technologie              | Technologie                   | LCD                                 |
| Verversingssnelheid      | Verversingssnelheid           | 60 Hz                               |
| Geheugen/Processor       | Geheugen/Processor            | Lumia 720                           |
| RAM                      | RAM                           | 512 MB                              |
| Opslag                   | Opslag                        | 8 GB                                |
| Uitbreidbaar             | Uitbreidbaar                  | microSD, tot 64 GB                  |
| Processor                | System-on-a-chip              | Qualcomm Snapdragon S4 MSM8227      |
| Processor                | Bit                           | 32 bit                              |
| Processor                | Cores                         | Dual core                           |
| Processor                | Productie-procedé             | 28 nm                               |
| Processor                | ARM-instructieset             | v7                                  |
| Processor                | Kloksnelheid per core (GHz)   | 1,0                                 |
| GPU                      | GPU                           | Adreno 305                          |
| Connectiviteit           | Connectiviteit                | Lumia 720                           |
| Netwerken                | GSM                           | 850/900/1800/1900                   |
| Netwerken                | UMTS                          | Band 1/2/5/8                        |
| Netwerken                | LTE Advanced                  | Geen 4G                             |
| Bluetooth                | Bluetooth                     | 4.0                                 |
| Wifi                     | Wifi                          | a/b/g/n                             |
| NFC                      | NFC                           | Ja                                  |
| Gps                      | Gps                           | Ja                                  |
| GLONASS                  | GLONASS                       | Ja                                  |
| Sim                      | Aantal Sims                   | 1                                   |
| Sim                      | Grootte                       | Micro-Sim                           |
| Connectoren              | Audio                         | 3,5mm audio jack                    |
| Connectoren              | Opladen/Gegevensoverdracht    | USB Micro-B 2.0                     |
| Connectoren              | Video                         | Nee                                 |
| FM Radio                 | FM Radio                      | Ja                                  |
| Miracast                 | Miracast                      | Nee                                 |
| Digitale TV              | Digitale TV                   | Nee                                 |
| Continuum                | Continuum                     | Nee                                 |
| Batterij                 | Batterij                      | Lumia 720                           |
| Capaciteit (mAh)         | Capaciteit (mAh)              | 2000                                |
| Model                    | Model                         | BP-4GWA 3,7V                        |
| Verwijderbaar            | Verwijderbaar                 | Nee                                 |
| Qi draadloos opladen     | Qi draadloos opladen          | Ja                                  |
| Batterijvermogen (uur)   | Standby                       | 520                                 |
| Batterijvermogen (uur)   | Muziek playback               | 79                                  |
| Batterijvermogen (uur)   | Video playback                | 8,3                                 |
| Batterijvermogen (uur)   | Video opname                  | n/a                                 |
| Batterijvermogen (uur)   | Wifi netwerk browsen          | 13,4                                |
| Batterijvermogen (uur)   | 3G netwerk browsen            | n/a                                 |
| Batterijvermogen (uur)   | Beltijd (2G)                  | 23,4                                |
| Batterijvermogen (uur)   | Beltijd (3G)                  | 13,4                                |
| Batterijvermogen (uur)   | Beltijd (4G)                  | Geen 4G                             |
| Technologie              | Technologie                   | Lithium-Polymer                     |
| Camera                   | Camera                        | Lumia 720                           |
| Camera aan de voorzijde  | Apertuur                      | ƒ/2,4                               |
| Camera aan de voorzijde  | Megapixel                     | 1,3                                 |
| Camera aan de voorzijde  | Videoresolutie                | HD (720×1280) in 30 fps             |
| Hoofdcamera              | Autofocus                     | Ja                                  |
| Hoofdcamera              | Apertuur                      | ƒ/1,9                               |
| Hoofdcamera              | 35mm equivalent (mm)          | 26 mm                               |
| Hoofdcamera              | Megapixel                     | 6,7                                 |
| Hoofdcamera              | Sensorgrootte (inch)          | 1/3,4 (7,47 mm)                     |
| Hoofdcamera              | Videoresolutie                | HD (720×1280) in 30 fps             |
| Hoofdcamera              | Carl Zeiss Optics             | Ja                                  |
| Hoofdcamera              | Zoom                          | 4×                                  |
| Hoofdcamera              | Flits                         | Ja                                  |
| Hoofdcamera              | Optische beeldstabilisatie    | Nee                                 |
| Hoofdcamera              | Cameraknop                    | Ja                                  |
| Hoofdcamera              | Digital Negative image format | Nee                                 |
| Sensoren                 | Sensoren                      | Lumia 720                           |
| Windows Hello            | Vingerafdruk Scanner          | Nee                                 |
| Windows Hello            | Infrarood Iris Scanner        | Nee                                 |
| Microfoons               | Microfoons                    | 2                                   |
| Cortana                  | Cortana ondersteuning         | Ja                                  |
| Cortana                  | “Hey Cortana” oproep          | Via tweak                           |
| Accelerometer            | Accelerometer                 | Ja                                  |
| Omgevingslichtdetector   | Omgevingslichtdetector        | Ja                                  |
| Nabijheidssensor         | Nabijheidssensor              | Ja                                  |
| Magnetometer             | Magnetometer                  | Ja                                  |
| Gyroscoop                | Gyroscoop                     | Nee                                 |
| Barometer                | Barometer                     | Nee                                 |
| SensorCore               | SensorCore                    | Nee                                 |

### Modelvarianten
| Naam     | 720          | 720T     |
| Model    | RM-885       | RM-887   |
| -------- | ------------ | -------- |
| Regio    | Globaal      | China    |
| 3G       | Band 1/2/5/8 | Band 1/2 |
| 4G       | Geen 4G      | Geen 4G  |
| NFC      | Ja           | Ja       |
| DTV      | Nee          | Nee      |
| Dual Sim | Nee          | Nee      |

## Opmerkingen
1. ↑  Windows 10 Mobile is vereist